# 密雪兒·布蘭奇
密雪兒·薛琪·布蘭奇-蘭道（英語：Michelle Jacquet Branch-Landau，1983年7月2日—）是一位美國歌手、歌曲創作者與吉他手。出道於2000年，並在2001年與2003年分別發行了《盒裝心靈》及《流浪者之歌》兩張白金專輯。在這段期間，她與知名吉他手山塔那（Santana）合作發行了一首曾奪得葛來美獎的單曲《The Game of Love》。2004年，她與潔西卡·哈柏成立樂團「女子救援組（The Wreckers）」。
2007年女子救援組二人各自追求自己的事業，密雪兒後來一直有參與電視劇的演出和個人演唱會，一直沒有想出新專輯，後來將2008年和2009年之間在各個錄音室的歌曲集合收錄，2010年7月發行她與華納兄弟納許維爾分公司合作的第一張EP專輯和iTunes網路下載《Everything Comes and Goes》。       
再次於2017年4月7日發行了她的第三張個人專輯《Hopeless Romantic》。

## 個人生平
密雪兒在1983年7月2日出生於美國亞利桑那州的鳳凰城，是一名早產九週的早產兒，而「Michelle」這個名字是命名自著名樂團披頭四的一首同名歌曲。儘管她的姓氏「布蘭琪」來自法國，她的父親卻是名愛爾蘭後裔，母親則出生於荷蘭。她的外婆是個曾在二戰時被日本軍隊拘留的荷裔印尼人，外公則是法國與印尼混血。密雪兒有一個同父異母的哥哥大衛與妹妹妮可。
密雪兒八歲時便參加了社區大學開辦的歌唱訓練班，儘管當時她在一次腳踏車事故中摔傷了雙臂。十四歲的生日，她的叔叔送她一把吉他做為禮物。她開始將自己反鎖在房間自學吉他和弦，幾天之內她隨即完成了她的第一首歌曲。高中時她專注於藝術類型的課程，並且大量、廣泛地創作。起先她進入了Sedona的Sedona紅石高中就讀，但在父母的鼓勵之下，她決定在家中自行完成高中學業，這讓密雪兒得以追隨有朝一日成為音樂創作歌手的夢想。她請求他的父母讓她離開正規的高中，令她驚訝的是，他的父親回答：「可以啊，有何不可？」。於是密雪兒在俱樂部演奏，並且在2000年發行了她第一張專輯《Broken Bracelet》。
2000年12月，她與Maverick Records公司簽約。她在Maverick公司下發行的第一張唱片《盒裝心靈（The Spirit Room)》在2001年8月發行，並在美國銷售超過一百萬張。單曲《無所不在》（Everywhere）在世界各地都成為前二十名的暢銷歌曲，接著《All You Wanted》和《Goodbye to You》也分別在全美的排行榜上奪得前十和前四十名的佳績。密雪兒經常被拿來與其他創作型歌手做比較，像是諾拉·瓊斯、艾薇兒和凡妮莎等幾位在同一時間當紅的女明星。2002年，密雪兒主唱了一首與山塔那合作的歌曲《The Game of Love》，這首歌成為她第一首在全美拿下前五名的單曲，並於2003年贏得了葛來美獎「最佳流行合唱組合」的獎項。
2004年，密雪兒發行了第二張專輯《流浪者之歌》（The Hotel Paper），亦成為RIAA認證的白金專輯，但卻也得到許多正反兩極的評價。第一主打歌《Are You Happy Now?》成為她另一排行全美前二十名的單曲，但緊接的兩首《Breathe》與《'Til I Get over You》卻沒有預期地成功。2004年6月，她與Nick Lachey和JC Chasez一同主持Wikipedia:MTV音樂台的《Faking the Video》。至於2006年，密雪兒成績最好的三支單曲《Everywhere》、《All You Wanted》及《Are You Happy Now?》仍時常在CHR與Hot AC廣播電台播放。
除了獨自工作外，密雪兒也為許多歌手寫歌，其中包括曼蒂·摩爾2007年的專輯《Wild Hope》。密雪兒也經常出現在許多電視節目上表演，像是《Buffy the Vampire Slayer》、《American Dreams》及《Charmed》中，並在影集《One Tree Hill》中以The Wreckers樂團的身份演唱了片頭曲《The Good Kind》。
2004年5月23日於墨西哥，密雪兒嫁給了大她19歲的貝士手Teddy Landau。2005年8月3日，迎接了他們的長女，Owen Isabelle。
2007年年尾，密雪兒賣掉了一個位於南加州的社區寓所，並在2008年1月買了一間位於Belle Meade neighborhood of Nashville的房子。

## 音樂生涯

### 女子救援組（The Wreckers）時期
2005年7月，密雪兒宣佈她與創作歌手潔西卡·哈柏完成了一張專輯。密雪兒的丈夫給老友和同事取了一個綽號「The Homewreckers（家庭救難員）」，而他們又縮短這個名字為「The Wreckers」，便成了樂團的命名軼事。這張專輯原先預定於2005年6月發行出版，但因密雪兒懷孕等事宜而延期了。
兩人合作的一首歌曲也收錄在WB電視台的青少年戲劇《One Tree Hill》的原聲帶當中。密雪兒與潔西卡在該劇也曾有短暫的出現，並與Gavin DeGraw一同展開了為期一個月的巡迴表演。
2005年12月，因為某些不友善的評論，密雪兒關閉了女子救援組官方網站上的留言板。
女子救援組的第一首單曲《Leave the Pieces》在2006年2月發行，專輯《靜止之美》（Stand Still, Look Pretty）在同年五月出版。在這段期間，她們參與了美國鄉村音樂之星Rascal Flatts與Gary Allan的巡迴演出。
2006年12月，女子救援組的《Leave the Pieces》獲得了葛來美獎「最佳鄉村組合演唱」的提名。
2007年8月前期，兩人在女子救援組官方網站的佈告欄上宣佈，雙方將暫停樂團的演出，並先著重於各自獨立的專輯工作。接著又有人表示密雪兒與潔西卡的合作已經停止。業界也謠傳她們將結束重唱事業。
長期為密雪兒工作的經紀人Jeff Rabhan接踵而來地結束了兩人的合作。Jeff目前是潔西卡·哈柏經紀團隊「Three Ring Projects」的一員，由Jeff Rabhan、Carl Turner III與Stuart Dill共組。
2008年7月，潔西卡·哈柏開始錄製第一張與華納兄弟納許維爾分公司合作的個人專輯。

### Everything Comes and Goes時期
2007年10月31日，密雪兒宣佈自己目前正為新專輯籌備，MTV音樂台也證實了這個消息。
2008年4月10日，在將近四年期間裡的第一次演唱會，密雪兒宣佈她第三張錄音室專輯的名稱為《Everything Comes and Goes》。
2008年6月期間，密雪兒帶著演唱和聲的妹妹妮可，進行了多次現場演唱，為她接下來的新專輯預做準備。
密雪兒在告示牌雜誌上說明，她的新專輯仍與女子救援組時期一樣，將保留鄉村音樂的路線。幾首被討論的歌曲分別名為《Long Goodbye》、《Texas In The Mirror》、《This Way》以及一首獻給女兒的搖籃曲，民謠《Crazy Ride》。她亦將這張專輯視為「分手專輯」，因為她與樂團夥伴潔西卡·哈柏結束了合作關係。
2008年6月，專輯的發行日期被密雪兒延後了，她聲明自己希望在「今年結束前」出版，但延後的原因並沒有公佈。
一首密雪兒的新歌《Together》，出現在美國影集《The Sisterhood of the Traveling Pants》第二季的原聲帶中。

## 音樂風格
密雪兒獨自或與人合作寫成了許多自唱的歌曲，她的音樂受到披頭四、齊柏林飛船、皇后樂團、史密斯飛船、Patsy Cline、Cat Stevens、Stevie Nicks、瓊尼·米歇爾的影響極深。儘管她的音樂品味傾向於較老的音樂家，但她亦喜愛某些當代的樂團，像是Incubus、Soundgarden、超脫樂團、Stone Temple Pilots、金屬製品以及Silverchair，甚至是當代的歌曲創作者，包括Lisa Loeb、雪瑞兒·可洛與Patty Griffin等。她也表明自己是個古典音樂愛好者，就好比更老式的鄉村音樂。

### 樂器
密雪兒收藏了至少14把的吉他，但在2002年淘汰了藍色的Taylor 614ce之後，她目前主要使用的是Gibson Hummingbird。除了吉他之外，密雪兒也能演奏許多其他的樂器，像是鋼琴、鼓、曼陀鈴等。
密雪兒喜愛以Hummingbird做現場演奏及錄音。從2006年開始，於現場表演《Tennessee》和《Cigarettes》兩首由潔西卡·哈柏所寫的歌曲時，她也使用電吉他來做演奏。

## 唱片

### 專輯
| 專輯名稱                                   | 最佳排名 | 發行年 |
| ------------------------------------------ | -------- | ------ |
| Broken Bracelet                            | -        | 2000   |
| The Spirit Room                            | 28       | 2001   |
| Hotel Paper                                | 2        | 2003   |
| Stand Still, Look Pretty (W/ The Wreckers) | 14       | 2006   |
| Everything Comes and Goes                  | 35       | 2010   |
| Hopeless Romanti                           | 18       | 2017   |

### 單曲
| 歌曲名稱                               | 告示牌 Hot 100 | 發行年 |
| -------------------------------------- | -------------- | ------ |
| 《Everywhere》                         | 12             | 2001   |
| 《All You Wanted》                     | 6              | 2002   |
| 《Goodbye to You》                     | 21             | 2002   |
| 《The Game of Love》 (Santana)         | 5              | 2002   |
| 《Are You Happy Now?》                 | 16             | 2003   |
| 《Breathe》                            | 36             | 2003   |
| 《'Til I Get Over You》                | -              | 2004   |
| 《I'm Feeling You》 (Santana)          | 55             | 2005   |
| 《Leave the Pieces》 (W/ The Wreckers) | 34             | 2006   |
| 《My, Oh My》                          | 87             | 2007   |
| 《Tennessee》                          | -              | 2007   |

## 其他事業
2008年6月15日，密雪兒在其官方留言板上宣佈，為了完成一生的夢想，她將與麵包烘焙師傅Rebekka Seale在田納西州的納許維爾成立一家名為「The Sugar Bar」的麵包店。

## 參閱
1. ↑  Mike Kai. . asianconnections.com. November 25, 2003  [2008年12月29日]. （原始内容存档于2016年2月6日）.
2. ↑  http://www.contactmusic.com/new/xmlfeed.nsf/mndwebpages/stars%20team%20up%20for%20new%20prank%20show （页面存档备份，存于） Contactmusic.com Retrieved on 04-13-07
3. ↑  . Big Time Listings. 2007-11-07  [2008-02-05]. （原始内容存档于2008-01-08）.
4. ↑  Wood, E. Thomas. . NashvillePost.com. 2008-02-05  [2008-02-05]. （原始内容存档于2008-05-08）.
5. ↑   （页面存档备份，存于） Rolling Stone magazine, 6/17/03 Retrieved on 02-24-08
6. ↑  .   [2008-12-29]. （原始内容存档于2009-01-06）.
7. ↑  .   [2008-12-29]. （原始内容存档于2008-05-16）.
8. ↑  Michelle Branch. . board.michellebranch.com. June 15, 2008  [2008年12月29日]. （原始内容存档于2008年6月23日）.

## 外部連結
- （英文） 官方網站（页面存档备份，存于）
- （英文） Michelle Branch and Us（页面存档备份，存于）
- （简体中文） 蜜雪兒&我們 概念網站
- Michelle Branch在互联网电影资料库（IMDb）上的資料（英文）
- Michelle Branch在TV.com
- Michelle Branch Concert Photos（页面存档备份，存于）
- The Wreckers（页面存档备份，存于）專欄故事